# NGC 6304
NGC 6304 (другие обозначения — GCL 56, ESO 454-SC2) — шаровое скопление в созвездии Змееносец.
Этот объект входит в число перечисленных в оригинальной редакции «Нового общего каталога».